# つくばね発電所

右が現在のつくばね発電所。左は旧発電所建設時に建てられた白髭神社。その奥には旧発電所の建物があり、現在は東吉野キャンプ場のバンガローになっている。

つくばね水力発電所（つくばねすいりょくはつでんしょ）は、奈良県吉野郡東吉野村にある民営の水力発電所（小水力発電）。

## 経緯
東吉野村では1914年（大正3年）から1963年（昭和38年）までの約50年間、小水力発電「つくばね発電所」（45キロワット）が地元の家庭や製材業に売電していた。その後、東吉野村は林業の衰退などで過疎化が進み、1960年代には約8000人であった村の人口も50年後の2010年代には2000人以下に減少していた。
2013年（平成25年）、地元有志者らが村の活性化を目指し、「つくばね発電所」の復活プロジェクトを開始。
その後、「東吉野村小水力利用推進協議会」と「株式会社CWS（ならコープグループ）」の共同出資により「東吉野水力発電株式会社」を設立。金融機関からの借入と市民ファンドにより資金を調達し、つくばね発電所を復活させた。
つくばね発電所は2017年（平成29年）より発電を開始、発電出力は旧つくばね発電所の2倍近い82キロワットに達した。「東吉野水力発電株式会社」が発電所の管理・運営と行い、FIT（再生可能エネルギー固定価格買い取り制度）を活用した売電事業を行っている。

## 発電設備

### 基礎情報
出典:
- 水系・河川名-吉野川（紀の川）・日裏川
- 発電方式-水路式発電・流れ込み式
- 発電出力-最大出力82kw
- 発電機-クロスフロー式の水車
- 使用水量-0.1㎥/ｓ
- 有効落差-105ｍ
- 水車-クロスフロー水車（シンク社/チェコ製）

## 歴史
- 1912年12月 - 地元有力者らが吉野水力電気株式会社を設立
- 1914年 - 吉野水力電気株式会社が「つくばね（筑波峯）発電所」を建設
- 1963年 - 戦後関西電力に発電事業が移管されていたが、老朽化に伴い稼働を停止
- 2013年8月 - 地元有志者らが東吉野村小水力利用推進協議会を設立
- 2014年
  - 2月 - 市民生活協同組合ならコープ理事会で東吉野村小水力利用推進協議会の支援決定。
  - 8月 - ならコープグループ会社である株式会社CWSの役員会にて、会社設立への支援決定。資本金40万円の拠出。
  - 11月 - 東吉野水力発電株式会社設立
- 2015年
  - 1月 - マイクロファンドの受付を開始
  - 6月 - 工事竣工式
- 2017年
  - 7月 - 発電開始
  - 8月 - 竣工式典開催（チェコ大使出席）